# Medalja Kurčatova
Medalja Kurčatova s polnim imenom zlata medalja Igorja Vasiljeviča Kurčatova (rusko Золотая медаль имени Игоря Васильевича Курчатова) je nagrada za izjemne dosežke na področju jedrske fizike in jedrske energije. Sovjetska akademija znanosti je ustanovila nagrado 9. februarja 1960 v spomin na Igorja Vasiljeviča Kurčatova in njegove življenjske dosežke na področju jedrske fizike, jedrske energije in jedrske tehnike.
V Sovjetski zvezi so medaljo Kurčatova podeljevali vsako tretje leto s pričetkom leta 1962. Do leta 1989 je vsebovala honorar. Od leta 1998 jo trije oddelki Ruske akademije znanosti podeljujejo tudi v Rusiji: Oddelek za jedrsko fiziko (OJaF), Oddelek za splošno fiziko in astronomijo (OOFA) in Oddelek za fizikalno-tehniške probleme energetike (OFTPE).

## Prejemniki
- 2023 Evgenij Pavlovič Velihov, Mihail Valentinovič Kovalčuk
- 2018 Nikolaj Jevgenjevič Kuharkin
- 2013 Jevgenij Nikolajevič Avrorin
- 2008 Oleg Genadjevič Filatov
- 2002 Jurij Aleksejevič Trutnev
- 2000 Nikolaj Antonovič Dolležal
- 1998 Aleksej Aleksejevič Ogloblin
- 1989 Georgij Nikolajevič Fljorov, Jurij Colakovič Oganesjan
- 1986 Venedikt Petrovič Dželepov, Leonid Ivanovič Ponomarjov
- 1983 Vladimir Josifovič Mostovoj
- 1980 Isaj Izrajiljevič Gurjevič, Boris Aleksandrovič Nikolski
- 1977 Jakov Borisovič Zeldovič, Fjodor Lvovič Šapiro
- 1974 Jurij Borisovič Hariton, Savelij Mojisejevič Fejnberg
- 1971 Izak Konstantinovič Kikoin
- 1968 Anatolij Petrovič Aleksandrov
- 1965 Jurij Dimitrijevič Prokoškin, Valentin Ivanovič Petruhin, Vladimir Ivanovič Rikalin, Anatolij Fjodorovič Duhajcev
- 1962 Peter Jefimovič Spivak, Jurij Aleksandrovič Prokofjev